# ميشيل كروز سكينر
ميشيل كروز سكينر هي كاتِبة فلبينية، ولدت في 1965.